# Elektromiografia
Elektromiografia (EMG) – diagnostyka czynności elektrycznej mięśni i nerwów obwodowych (elektroneurografia) za pomocą urządzenia wzmacniającego potencjały bioelektryczne mięśni i nerwów – elektromiografu. Elektromiografia jest podstawowym badaniem dodatkowym służącym do rozpoznawania chorób obwodowego układu nerwowego oraz mięśni (pozwala ocenić m.in. ich zdolność do pracy).
Aparat EMG czyli elektromiograf służy często również do badania potencjałów wywołanych.
Elementy badania:
- właściwa elektromiografia – badanie czynności elektrycznej mięśni
- elektroneurografia – badanie przewodnictwa we włóknach czuciowych i ruchowych nerwów obwodowych
- badanie fali F
- próby miasteniczne – testy transmisji nerwowo-mięśniowej
- elektromiografia pojedynczego włókna (SFEMG)

Przed badaniem można spożywać normalnie posiłki, leki powinno się przyjmować według wskazań. Należy poinformować lekarza o przyjmowaniu leków przeciwkrzepliwych takich jak: acenokumarol, warfaryna, heparyna, aspiryna lub jeśli łatwo tworzą się siniaki.
Po badaniu można wrócić do sali szpitalnej lub pójść do domu o ile lekarz nie zaleci inaczej. Może być odczuwalna niewielka tkliwość mięśnia, który był badany, ale powinna ustąpić po kilku godzinach. Mięśnie mogą być bolesne od 1 do 3 dni.
Można odczuwać osłabienie w nogach, ramionach, rękach lub w mięśniach twarzy (badanie pozwala stwierdzić czy osłabienie jest spowodowane chorobą mięśni, nerwów czy też połączeń nerwowo-mięśniowych).